# 기호사각형

기호사각형.

기호사각형(프랑스어: Carré sémiotique, 영어: Semiotic Square)은 파리 기호학파의 저자인 알기르다스 줄리앙 그레마스가 제안한 사각형 형태의 틀로서, 기호들간의 관계를 구조주의적으로 분석하기 위해 사용되는 틀이다.